# Metepedanulus sarasinorum
Metepedanulus sarasinorum is een hooiwagen uit de familie Epedanidae.